# Tobias Bacherle
Tobias Bacherle (ur. 18 października 1994 w Herrenbergu) – niemiecki polityk, od 2021 roku jest posłem do Bundestagu z ramienia partii Zielonych.